# Marty Allen
Marty Allen, właściwie Morton David Alpern (ur. 23 marca 1922 w Pittsburghu, zm. 12 lutego 2018 w Las Vegas) – amerykański aktor i komik.

## Życiorys
Allen urodził się w Pittsburghu w Pensylwanii, w rodzinie żydowskiej, ojciec Louis Alpern (1898–1977), właściciel restauracji i baru, matka Elsie Moss (1901–1979). Ukończył Liceum Taylora Allderdice w 1940 roku.
Jako aktor w telewizyjnych rolach był kiedyś nazywany "The Darling of Daytime TV". Pojawił się także w filmach, w szczególności w komedii szpiegowskiej z 1966 roku The Last of the Secret Agents? Podczas swojej kariery komediowej Allen jeździł do szpitali wojskowych i występował w nich dla przebywających w nich weteranów lub aktywnych wojskowych.
Allen był również znanym filantropem, sponsorując na przykład takie fundacje jak: American Cancer Society, The Heart Fund, March of Dimes, Fight For Sight, był wśród wspierających Fundację Epilepsji.
Allen zmarł w wieku 95 lat w dniu 12 lutego 2018 roku z powodu powikłań zapalenia płuc w swoim domu w Las Vegas otoczony najbliższą rodziną.

## Filmografia

### Filmy fabularne
- 1966: The Last of the Secret Agents? jako Marty Johnson
- 1972: The Great Waltz jako Johann Herbeck
- 1974: Letnia szkoła kochania jako Bert Franklin
- 1976: A Whale of a Tale jako Louie
- 1984: Prawdziwa twarz

### Seriale TV
- 1963: Vacation Playhouse jako Marty Allen
- 1965: The Big Valley jako Waldo Deifendorfer
- 1969: Love, American Style jako Fontaine
- 1969: Night Gallery jako Edgar Allan Poe
- 1978: Flying High jako Aubrey
- 1979: Benson jako rozdający karty Blackjack
- 1989: Przygody braci Mario jako Cesarski Poogah